# Abszolút monarchia
Az abszolutizmus vagy abszolút monarchia a monarchia egy olyan formája, amelyben az uralkodó autokratikus hatalommal rendelkezik, nem korlátozzák az írott törvények, törvényhozás vagy szokások.
Európában főleg az újkori (16–18. század) államszerkezeti forma, de napjainkban is jelen van a világban. Napjainkban (2010-es évek) Brunei, a Vatikán, Szaúd-Arábia, Szváziföld, Katar és Omán abszolút monarchiának tekinthető.
Az újkori feudális rendszerek legfejlettebb államformája volt, ahol az uralkodó – a rendi országgyűlést kihagyva a döntésekből – korlátlan hatalommal rendelkezett. Az uralkodó állandó hadseregére és hivatali szervezeteire támaszkodva függetlenítette magát.

## Kialakulása
Kialakulása a 17. században Angliában, és a 17–18. századi Franciaországban következett be, a hanyatló feudális rendszer és a kapitalista időszak között.
Ekkortól kezdve ugyanis, a királyok nem tudták a hagyományos módszerekkel biztosítani a belső békét, az államvallás védelmét és a nemzetközi tekintély megőrzését (ezek voltak a monarchiák céljai). Megindult a gyarmatosítás, létrejöttek az első kereskedelmi útvonalak, dúltak a vallásháborúk és a szegényebb néprétegek is lázadoztak. Az uralkodóknak minden országban egyre nagyobb hadseregekre volt szükségük, ehhez pedig, Raimondo Montecuccoli híres kijelentése szerint három dolog kellett: „pénz, pénz és pénz.”
Ez a megnövekedett pénzszükséglet állt a hatalom megerősödése mögött. Denis Richet francia történész sokat idézett kijelentése szerint „az abszolutizmus jórészt az adóztatás gyermeke volt”. Michel Antoine francia történész a következő módon foglalta össze ezt az átalakulást. A középkori és kora újkori monarchiák egymástól többé-kevésbé független területi egységek (tartományok, városok) és társadalmi testületek (rendek, céhek stb.) laza közösségéből jöttek létre. Valamennyi tartomány, város vagy kiváltságos testület féltékenyen őrizte saját önkormányzatát, privilégiumait és szerzett jogait, törvényeit, mértékrendszerét, jogrendszerét – nemegyszer nyelvük vagy nyelvjárásuk is különbözött.

## Az abszolutista állam társadalmi szerkezete

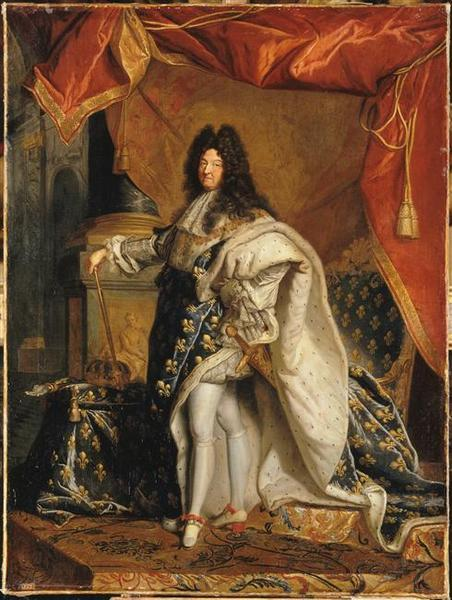
XIV. Lajos francia abszolút uralkodó

Az európai gazdaság és társadalom hosszú válsága a 14–15. század folyamán, a késő középkorban a feudális termelési mód nehézségeit és korlátait jelezte. Ennek nyomán alakult ki a 16. század során Nyugat-Európában az abszolutisztikus állam: Franciaország, Anglia és Spanyolország központosított monarchiái szakítottak a középkori társadalomnak a piramisszerű hűbéri kapcsolatokban megnyilvánuló felaprózott szuverenitásával.
Az abszolút monarchia vezette be az állandó hadseregeket, a folyamatosan működő bürokráciát, a nemzeti adózást, a kodifikált törvényeket és az egységes piac kezdeteit. Mindezek a jellegzetességek elsőrendűen kapitalistának látszanak, különösen, hogy időben egybeesnek a jobbágyság eltűnésével. Mindaddig azonban, amíg az arisztokratikus földtulajdon korlátozta a szabad földpiacot és ezzel a mezőgazdasági munkaerő mozgósítását, a mezőgazdasági termelési viszonyok feudálisak maradtak. A a nemesi földbirtokosok, a feudális arisztokrácia maradt továbbra is az uralkodó osztály, bár mélyreható átváltozásokon esett át a középkor végét követő századokban. A nemesi hatalom új formáját az árutermelés és árucsere terjedése határozta meg a kora újkor átmeneti társadalmi formáiban. A jobbágyfelszabadítás és az árutermelés elterjedése megerősítette a parasztság helyzetét a nemességgel szemben, ezért a nemesség, az arisztokrácia a központosított államhatalom segítségére szorult uralma megőrzése érdekében. Megerősödött a királyi hatalom gépezete, amely arra is képes volt, hogy magán a nemességen belül is megrendszabályozzon egyes személyeket vagy csoportokat. Ezért az abszolutizmus megjelenése mindig viszályokkal járt a feudális arisztokrácián belül is. A korábbi hűbéri viszonyok bomlása során, a feudális politikai szervezet újjáalakításával a monarchia szerepe felerősödött, ezzel egyidejűleg a nemesség birtokai felszabadultak a hagyományos kötöttségeik alól. Az arisztokrata osztály egyes tagjai, akik az új korszakban vesztettek politikai jogaikból, tulajdonosként gazdasági nyereségeket könyveltek el. Az átrendeződés eredményeként létrejött az abszolutizmus államgépezete és jogrendszere. A reneszánsz királyi államai leginkább a paraszti tömegek feletti nemesi uralom fenntartásának modernizált eszközei voltak.
Egyidejűleg az arisztokráciának a középkori városokban kifejlődött kereskedőpolgársághoz is alkalmazkodnia kellett. A középkori városok elsőként szabadultak fel a nemesi uralkodó osztály közvetlen hatalma alól. A nyugati városok nagy rugalmasságot tanúsítottak a 14. századi súlyos válság idején. A mediterrán városok sok patriciuscsaládja csődbe jutott, Firenze, Siena és Barcelona hanyatlott, de Augsburg, Genova vagy Valencia éppen ekkor indult el felemelkedése útján. A feudális pangás alatt mindvégig növekedtek olyan fontos városi iparágak, mint a vas-, a papír- és a textilipar. A középkor és az újkor határán számos fontos találmány gyorsította meg a gazdasági haladást. Az ezüstöt a rézérctől elkülönítő eljárás felfedezése újra beindította a bányaművelést Közép-Európában, 1460 és 1530 között megötszöröződött a Közép-Európából származó nemesfém-termelés. Az öntött bronzágyúk fejlődése révén a hadviselés döntő fegyverévé vált a puskapor, ami a bárói várkastélyok védelmét lehetetlenné tette. Megjelent a nyomtatás, a háromárbocos, tatkormányos vitorláshajók lehetővé tették a hajózást az óceánokon. Ezek a technikai áttörések létrehozták az európai reneszánsz alapjait. 1470 körül megszűnt az évszázados agrárdepresszió is Angliában és Franciaországban.
Ebben a korszakban emelkedtek ki az „új” monarchiák Nyugat-Európában a rózsák háborúja, a százéves háború és a kasztíliai örökösödési háború szélsőséges feudális káosza és zűrzavara nyomán, Franciaországban XI. Lajos, Spanyolországban Ferdinánd és Izabella, Angliában VII. Henrik, Ausztriában Miksa uralkodása alatt.
A társadalmi változások szükségleteinek kielégítésére megindult a római jog releváns elemeinek újjáélesztése a középkor szerteburjánzó szokásjogai helyett. Gazdaságilag a klasszikus polgári jog (ius) bevezetése kedvezően hatott a szabad tőke fejlődésére, mivel a római polgári jog legfőbb megkülönböztető jegye a feltétlen és abszolút magántulajdon fogalma volt. Ezt addig, a korai feudalizmusban gyakorlatilag szem elől tévesztették.
Politikailag a római jog (lex) újjáéledése a kedvezett a központi hatalom növelésére irányuló királyi törekvéseknek. Az elméletileg abszolút jellegű római császári szuverenitás nagyon vonzó volt a reneszánsz új monarchiái számára. Domitius Ulpianus híres maximái – quod principi placuit legis habet vigorem, „ami a császárnak tetszett, annak törvényereje van” és a Princeps legibus solutus est azaz „a császár fel van oldozva a törvények alól” – Nyugaton mindenütt a reneszánsz monarchiák alkotmányos eszményévé váltak.
A római jog újjáéledése tehát kedvezett a magántulajdon alulról jövő felemelkedésének, de az uralkodó kivételes hatalmának is. A pápaság volt az első középkori monarchia, amely felhasználta a római jogtudományt, amikor a 12. és 13. században kodifikálta a kánonjogot. A pápa teljhatalma teremtette meg a jogalapot a világi fejedelmek későbbi igényeihez, és a pápaság volt az egyetlen, amelynek mindenfajta képviseleti vagy rendi korlátozástól sikerült teljes mértékben megszabadulnia.
Az uralkodók a jogászok köréből választották tisztségviselőiket, és ők voltak azok, akik megvalósították a központosítást az abszolutizmus első, kritikus évszázadában. A jogi modernizáció megerősítette a hagyományos feudális osztály hatalmát. Az abszolutisztikus monarchia felszínes „modernsége” a felszín alatti archaizmusról árulkodott.

### Hivatásos hadsereg

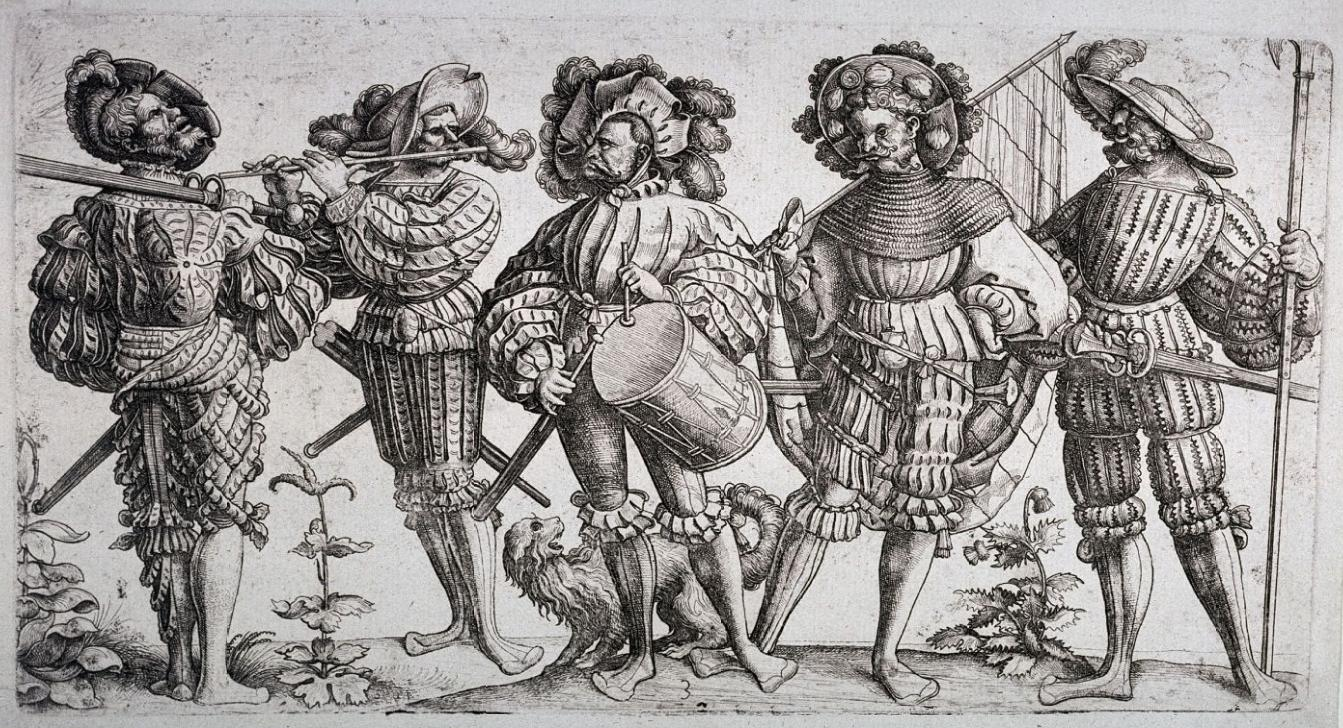
Landsknechtek ábrázolása (16. század eleje)

Az abszolutisztikus államok hozták létre az ókor utáni első hivatásos hadseregeket, amelyek a 16. század végén és a 17. század folyamán végbemenő hadászati forradalom révén – a hollandok gyalogsági kiképzése és arcvonala (Móric orániai herceg), a svédek lovassági sortüze és szakaszhadrendje (II. Gusztáv Adolf svéd király), a csehek függőleges tagolódású, egységes parancsnoki rendszerere (Albrecht von Wallenstein) – hatalmasan megerősödtek.
II. Fülöp spanyol király hadseregei mintegy 60 ezer főt tettek ki, száz évvel később XIV. Lajosé már 300 ezer főt számláltak. Ezek azonban még nem nemzeti sorozásból kerültek ki, hanem vegyes eredetű tömeget alkottak, amelyben az idegen zsoldosok állandó és központi szerepet játszottak. A zsoldosok sokszor az új központosított monarchiák határain kívül fekvő területekről érkeztek, gyakran a kiállításukra specializálódott vidékekről, mint a svájciak. A zsoldosjelenség legfőbb oka az volt, hogy a nemesi osztály ösztönösen elutasította parasztjai tömeges felfegyverzését. Jean Bodin, a kor neves francia politikai gondolkodója leszögezte: gyakorlatilag lehetetlen minden alattvalót kiképezni a háború művészetében, s ugyanakkor megtartani őket a törvények és a felsőség iránti engedelmességben. A helyi nyelvet sem beszélő zsoldoscsapatokra viszont számítani lehetett a társadalmi forrongások ellen. Német Landsknechtek törték le a kelet-angliai parasztfelkelést 1549-ben, a nyugati grófságokban pedig itáliai szakállas puskások gondoskodtak a vidéki lázadás felszámolásáról; svájci gárdisták segített elnyomni a boulonnais-i és camisard gerillákat 1662-ben és 1702-ben Franciaországban. A zsoldosoknak kulcsfontosságú szerepe volt már az abszolutizmus hajnalán Walestől Lengyelországig. Még a 18. század végén is, amikor az európai hatalmak nagy része már bevezette a sorozást, a „nemzeti” hadseregek mintegy kétharmad része külföldi zsoldosokból állhatott.
A kor feudális uralkodó osztálya számára a háború gazdaságilag észszerű volt. A nemesség célja a területszerzés volt, tekintet nélkül az ott lakó népességre. Egy főúri család vagy dinasztia áthelyezhette székhelyét a kontinens egyik végéről a másikra. Anjou-oldalágak uralkodtak Magyarországon, Angliában, Nápolyban; normannok Antiochiában, Szicíliában, Angliában; burgundok Portugáliában vagy Zeelandon; a Luxemburg-ház tagjai a Rajna-vidéken vagy Csehországban; flamandok Artois-ban vagy Bizáncban; Habsburgok Ausztriában. a Németalföldön vagy Spanyolországban. A földesuraknak és a parasztoknak nem volt közös nyelvük e különböző országokban. A hódító törekvéseket vallási vagy genealógiai szempontokkal álcázták. A háborúzás nem a fejedelmek szándékaitól függött, hanem a rangjukból fakadó társadalmi szükségszerűség volt. Niccolò Machiavelli szerint „a fejedelemnek elsősorban is ne legyen más gondja, feladata, mint a hadsereget rendben tartani és engedelmességre szoktatni, mert annak, aki parancsol, kell hogy jártassága legyen a hadakozás mesterségében.”

### Közigazgatás
Az abszolutista állam közigazgatása és adórendszere látszólag átmenetet képviselt észszerű adminisztrációhoz a korábbi feudális jogi sokféleséghez, bizonytalansághoz képest. Ugyanakkor az uralkodók a reneszánsz bürokráciát magánszemélyeknek eladható tulajdonként kezelték. A feudális nemességnek az abszolutisztikus államba történő integrálódásának legelterjedtebb módja a tisztségek vásárlása volt. Aki magánszemélyként állást szerzett magának a közhivatalokban, utána az engedélyezett előjogokból, díjakból és/vagy korrupcióból szerezhetett jövedelmet. A rendszer a 16. századtól az abszolutisztikus államok egyik fontos pénzügyi forrásává vált, viszont nyilvánvalóan parazita jellegű volt: elmaradt bevételekben később az állam számára legalább olyan sokba kerülhetett, mint amennyi bevételt hozott. A tisztségek vásárlása a kereskedő- és manufaktúra-burzsoázia számára is a „felemelkedés”, az alapvetően feudális rendszerbe történő integrálódás lehetősége volt.
Az állami bevételek legfőbb forrása természetesen a parasztság, a szegények adóztatása volt. A földesúri osztály mentesült a közvetlen adók alól, ezért az abszolutisztikus állam által kivetett adók „központosított feudális járadéknak” is tekinthetők, amiket a parasztoknak a helyi uraknak járó szolgáltatások mellett kellett megfizetniük. A súlyos terhek gyakran váltottak ki lázongásokat.

### Gazdaság
A korszak uralkodó tana a merkantilizmus volt, ami egységes belső piac megteremtésére törekedett, és abban a hiszemben, hogy a világon a kereskedelem volumene és a vagyon mennyisége állandó, tiltotta a
nemesfém vagy a pénz kivitelét. Eli Hecksher svéd közgazdász szerint „az állam volt a merkantilista gazdaságpolitika alanya és tárgya”. Ekkor jöttek létre a királyi manufaktúrák és az államilag szabályozott céhek Franciaországban és a szabadalmazott társaságok Angliában. A merkantilizmus elmélete azt tanította, hogy a politikai államnak következetesen be kell avatkoznia a gazdaság működésébe, az előbbi hatalmának és az utóbbi virágzásának közös érdekében. A merkantilista elmélet (Antoine de Montchrestien, Jean Bodin, Jean-Baptiste Colbert) a háborút a gazdaság számára szükségesnek és jövedelmezőnek, és megfordítva, az erős gazdaságot a hódító külpolitika számára alapvetőnek tartotta.

### Diplomácia

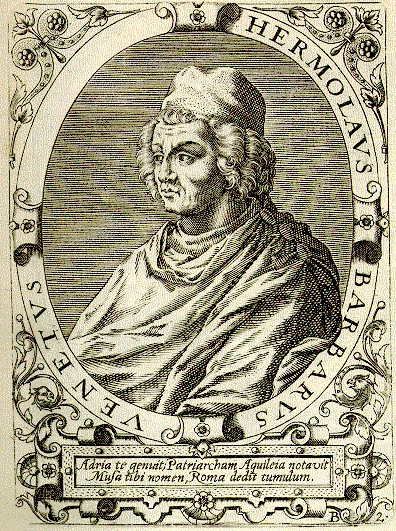
Hermolao Barbaro velencei követ (1597 körül)

Az abszolutisztikus állam egyik nagy intézményes újítása az állandó jellegű diplomáciai tevékenység, az állandó külképviseletek, a külügyi kancelláriák rendszerének létrehozása volt. Megjelent a „területenkívüliség” fogalma, elvileg védett titkos diplomáciai levelezéssel és jelentésekkel. A diplomácia korabeli teoretikusa, Hermolao Barbaro, a Velencei Köztársaság követe kifejtette: „A követ első kötelessége pontosan ugyanaz, mint a kormányzat bármely más szolgájáé, azaz, hogy tanácsot adjon és gondolkozzon mindarról, ami legjobban szolgálhatja állama fennmaradását és gyarapodását.”

### Ideológia
A legitimitás végső forrása a dinasztia volt, nem a terület. Az államot az uralkodó patrimóniumának fogták fel, s ezért a rá vonatkozó jogokat személyi kapcsolatokkal lehetett elnyerni. Ebből fakadóan a diplomácia legfőbb eszköze a házasság volt, mint a háború békés tükörképe, amely azonban előbb utóbb könnyen visszavezethetett a háborúig a házassági szerződések nem teljesülése vagy az örökösödési viták révén.
A nacionalizmus eszméi távol álltak az abszolutizmus lényegétől. Az új korszak monarchiái ugyan nem vetették meg, hogy alattvalóik hazafias érzelmeire apelláljanak mozgósítsák a különböző konfliktusokban, de a népi nacionalizmus előzményeinek megjelenése a Tudor-ház Angliájában, a Bourbon-ház Franciaországában vagy a Habsburg-ház Spanyolországában alapvetően a burzsoázia jelenlétének jele a politikai szervezetben, s a hatalmon lévő feudális urak és uralkodók inkább csak manipulálták, mint irányították. Az abszolutizmus gyakran hangsúlyosnak tűnő nemzeti jellege (I. Erzsébet angol királynő, XIV. Lajos francia király) inkább csak látszat volt.

### A kapitalizmus fejlődése az abszolutizmuson belül
Az abszolutizmus feudális államának „méhében” folyamatosan fejlődött a kapitalizmus. Nyugaton a tőkések már elég erősek voltak ahhoz, hogy érezhetővé váljon jelenlétük államban. Az abszolutizmus az arisztokratikus tulajdon és előjogok védelmére szolgáló eszközrendszert alkotott, azonban ennek egyes eszközei szolgálták a születő kereskedelmi és ipari osztályok alapvető érdekeit is. Az abszolutisztikus állam mindinkább központosította a politikai hatalmat, sokat eltávolított a kereskedelem belső akadályai közül, támogatta a külső vámokat az idegen versenytársakkal szemben. Jellegzetes ebből a szempontból Sebastião José de Carvalho e Melo, a később Pombal márki, portugál miniszterelnök, tevékenysége a felvilágosodás kori Portugáliában.
Az abszolutisztikus hatalom gazdagon jövedelmező, bár kockázatos befektetési lehetőségeket biztosított az állami pénzügyekben az uzsoratőkének; a 16. századi augsburgi bankárok és a 17.századi genovai oligarchák nagy profitot szerezhettek a spanyol államnak nyújtott hite1eikbő1. Az egyházi birtokok kisajátítása révén mobilizálta ezt az addig hozzáférhetetlen földtulajdont. Járadékot hozó „állásokat” kínált a bürokráciában. Támogatta a gyarmati vállalkozásokat és a kereskedelmi társaságokat. Egészében véve elvégzett néhány fontos, a kapitalizmus győzelméhez szükséges feladatot. Erre azért volt békés lehetőség, mert a kor kapitalizmusa nem alapult még a gyáriparra, nem követelt radikális szakítást a népesség döntő többségét foglalkoztató feudális agrárrendszerrel.
A gazdasági központosítás, a protekcionizmus és a tengerentúli gyarmatosítás erősítette a későfeudális államot, egyidejűleg hasznot hajtva a korai burzsoáziának. Étienne François de Choiseul herceg találóan fogalmazta meg a francia arisztokratikus ancien régime utolsó évtizedeiben: „A tengerészettől függnek a gyarmatok, a gyarmatoktól a kereskedelem, a kereskedelemtől az állam képessége arra, hogy nagy hadseregeket tartson fenn, növelje népességét és a legdicsőségesebb és leghasznosabb vállalkozásokat hajthassa végre.”
De az abszolutizmus feudális jellege megmaradt, az az arisztokrácia társadalmi uralkodó helyzetére alapított es a földtulajdon érdekei által korlátozott állam volt. A nemesség biztosította az uralkodó hatalmát és
megengedte a burzsoázia meggazdagodását. Az abszolutisztikus államban soha nem következett be a nemesi osztály politikai jogfosztása. Feudális jellege miatt a tőkének tett ígéretei végül általában meghiúsultak. A
Habsburgok csődje végül tönkretette a Fugger családot; a kolostori földek zömét angol nemesek sajátították ki; XIV. Lajos a nantes-i ediktum visszavonásával megsemmisítette Richelieu eredményeit; Portugália Pombal halála után visszatért a korábbi rendszerhez. A hadsereg, a bürokrácia, a diplomácia és a dinasztia feudális jellegű maradt, ami az egész államgépezetet kormányozta s sorsát megszabta. A tőkés rendre való áttérést csak a polgári forradalmak valósíthatták meg.

## Példák
Az egyik első és legjobb példa az abszolút uralkodókra, a francia XIV. Lajos, a Napkirály. A neki tulajdonított mondás: „L’état, c’est moi” (azaz „Az állam én vagyok.”) összefoglalja az abszolút monarchia alapelvét. Bár sok történész kritizálja hatalmas pazarlásai miatt (versailles-i kastély stb.), hosszú uralkodása alatt összességében Franciaország megerősödött és hatalmasat fejlődött. A király uralma azonban végső soron ekkor sem volt teljesen „abszolút” mivel szüksége volt a nemesség politikai támogatására.
A cári Orosz Birodalomban egészen 1905-ig állt fenn az abszolút rendszer. A XVIII. század elején még Nagy Péter cár indította el az abszolutizmus felé az országot, bürokratikus rendőrállamot alakított ki. Ezt a fajta kormányzási módot a később cárok (és cárnők) sem változtatták meg, így egészen az 1905-ös orosz forradalomig nem volt alkotmánya Oroszországnak. Az Orosz Birodalom kormányzati berendezkedését az újabb történettudomány (és alkotmánytörténet) sokkal inkább tekintik a keleti despotizmus egy modernebb változatának, mint valódi, nyugat- és észak-európai típusú abszolút monarchiának, azaz – Nagy Péter korától – a hagyományos orosz despotizmus keleti eredetű elemei a nyugat-európai abszolutizmus uralmi technikáival egészültek ki.
Az újabb szakirodalom az abszolút monarchia legtökéletesebb példájának Dánia–Norvégia 1660 utáni kormányzati rendszerét tekinti. 1660 őszén az utolsó dániai rendi gyűlésen a korábban a főhatalmat a királlyal együtt gyakorló országtanácsot (rigsråd) megfosztották hatalmától és a nemeseket lemondatták az adómentesség és hivatalviselés privilégiumáról. Az 1661 januárjában a rendek képviselői által írásban elfogadott, egyeduralomról és örökletes kormányzatról szóló törvény (Enevoldsarveregeringsakten) kimondta, hogy III. Frigyes és mindenkori utódai Dánia és Norvégia egyeduralkodó és örökletes királyai. A király hatásköreit az 1665. évi Kongelov (Lex Regia azaz „Királytörvény”) szabályozta részletesen. Eszerint a király egyedül jogosult a törvények kiadására, módosítására és visszavonására (a Kongelov kivételével, amely mint a királyság fundamentuma, örök időkre szól), csak ő nevezhet ki és mozdíthat el tisztviselőket, akik csak a királynak tartoznak felelősséggel, az uralkodó egyedül dönthet háború és béke kérdésében és egymaga vethet ki adót. Az országban minden további rendelet csak úgy érvényes, ha azon a király saját kezű aláírása és pecsétje is szerepel. A dán-norvég abszolút monarchia – lényegét tekintve változatlan formában – de facto az 1848. márciusi rendszerváltásig (a Martsministerium néven ismert első felelős kormány kinevezéséig), de iure az 1849. június 5-én kiadott új alkotmányig (Grundlov) állt fenn. Hasonló változás következett be Svédországban is az 1680-as években, XI. Károly uralkodása idején, de XII. Károly halála után visszaállt a rendi parlamentarizmus.

### Mai példák
A 2010-es évekre hat abszolút monarchia maradt: 
Ázsiában
- Brunei,
- Katar,
- Omán,
- Szaúd-Arábia

Afrikában
- Szváziföld,

Európában
- a teokratikus pilléreken álló  Vatikán.

## Fordítás
- Ez a szócikk részben vagy egészben  az   Absolute monarchy című angol Wikipédia-szócikk ezen változatának fordításán alapul.  Az eredeti cikk szerkesztőit annak laptörténete sorolja fel. Ez a jelzés csupán a megfogalmazás eredetét és a szerzői jogokat jelzi, nem szolgál a cikkben szereplő információk forrásmegjelöléseként.